# János Csernoch
János Csernoch (Eslovaco: Ján Černoch) (18 de junho de 1852 - 25 de julho de 1927) foi um cardeal da Igreja Católica Romana e Arcebispo de Esztergom e Primaz da Hungria.
János Csernoch nasceu em Szakolcza, Reino da Hungria (agora Skali, Eslováquia). Recebeu ordens menores em 22 de julho de 1874, o subdiaconato em 23 de julho de 1874 e o diaconado em 24 de julho de 1874. Ele foi educado no Collegium Pázmáneum em Viena e na Universidade de Vina, onde obteve um doutorado em teologia em 2 de junho de 1876.
Apesar de sua origem étnica eslovaca e das relações familiares com vários ativistas nacionais eslovacos, sua atitude em relação ao movimento nacional eslovaco era ambivalente. Apoiou financeiramente algumas atividades eslovacas e publicou artigos em jornais eslovacos, mas depois de 1910 apoiou a integridade do Reino da Hungria.

## Sacerdócio
Ele foi ordenado em 18 de novembro de 1874. Ele ocupou cargos sucessivamente, dentro da Arquidiocese de Esztergom, como professor de teologia e estudos bíblicos no Seminário de Esztergom ; bibliotecário e arquivista do palácio arquiepiscopal; secretário do cardeal János Simor ; notário da Santa Sé ; abade titular de Savnyik; chanceler arquiepiscopal ; pastor da catedral em 1893 e capelão real da Casa de Habsburgo em 1887. Ele também foi deputado no Parlamento da Hungria, representando sua cidade natal em 1901. Ele foi criado Protonotary Apostólica em 15 de abril de 1907.

## Episcopado
Nomeado Bispo de Csanád pelo Papa Pio X em 16 de fevereiro de 1908, foi promovido à sede metropolitana de Kalocsa em 20 de abril de 1911. Na época, ele também era conselheiro real. Ele foi finalmente transferido para a Arquidiocese metropolitana e primacial de Esztergom pelo Papa Pio em 13 de dezembro de 1912.

## Cardinalizado
Csernoch foi criado cardeal-Priest de Sant'Eusebio no consistório de 25 de maio 1914 pelo Papa Pio X. Ele recebeu o biretta vermelho do arquiduque Franz Ferdinand da Áustria (que seria assassinado em Sarajevo em 28 de junho de 1914). Ele foi condecorado com a Grã-Cruz da Ordem de Santo Estêvão em 1915. Em 30 de dezembro de 1916, como Primaz da Hungria, ele coroou o rei Carlos IV da Hungria, que era ao mesmo tempo Carlos I da Áustria. Ele participou do conclave de 1914, que elegeu o Papa Bento XV, e no de 1922, que elegeu o Papa Pio XI. Ele morreu no cargo em 1927.